# Université Kuvempu
L'université Kuvempu (Kannada : ಖೂಏಂಫೂ ಊಣೀಏರ್ಶೀಟ್ಯ್) est une université publique située dans l'État de Karnataka en Inde. Elle a été fondée le 29 juin 1987.